# Будянский, Виктор Игоревич
Ви́ктор И́горевич Будя́нский (род. 12 января 1984, Волчанск, Харьковская область) — российский футболист, опорный полузащитник.

## Биография
Виктор происходит из футбольной семьи, его отец Игорь Викторович выступал за клубы низших лиг «Маяк» (Харьков) и «Металлург» (Старый Оскол).
Начал заниматься футболом под руководством отца, с 7 лет — в ДЮСШ Старого Оскола, затем в белгородском «Салюте», а с 15 лет — в московской футбольной школе «Академика». Вызывался в юниорскую сборную России (до 16 лет), участвовал в финальном турнире юниорского чемпионата Европы (2001).
С 2001 года играл в Италии. Выступал за юношескую команду туринского «Ювентуса», в мае 2004 года провёл два матча за основной состав. Затем играл в аренде за «Реджину» и «Авеллино 1912», в сезоне 2006/07 стал основным игроком клуба Серии А «Асколи», куда также был отправлен в аренду. В 2007 году был приобретён «Удинезе», где не смог закрепиться в составе и был отдан в аренду в «Лечче».
В 2009 году перешёл в российский клуб «Химки» на правах аренды. Поначалу главный тренер команды Константин Сарсания, знакомый с Будянским по «Академике» и устраивавший его в «Ювентус», возлагал большие надежды на футболиста. Однако Будянский сильно разочаровал тренера, и клуб решил отказаться от его услуг. Он вышел на поле лишь в 9 играх первого круга чемпионата, и 23 октября 2009 года был вычеркнут из заявки клуба. В Италию Виктор отправился лишь в самом конце 2009 года. Сарсания позже так вспоминал об игре Будянского в подмосковном клубе:

… в «Химках» у меня с ним приключилась странная ситуация. Всю неделю Витя говорил, что у него болит задняя поверхность бедра, доктор посоветовал принять решение ближе к выходным. Я согласился, чтобы он просто бегал, не тренировался в общей группе. В пятницу, перед субботним матчем, он сказал: «Давайте окончательное решение завтра примем». Я согласился, хотя для тренера это не очень хорошо, тем более, у нас и так было несколько травмированных. И вот, тем же вечером я включаю «Футбольный клуб», а там — Виктор Будянский с девушкой. И в сюжете он говорит: «В субботу я играть не буду». Я думаю: «Вот это здорово». Что самое интересное, в том туре он не сыграл, мы проиграли «Динамо» 2:3, а на следующий день была восстановительная тренировка. Витя пришёл на неё со словами: «Все, у меня ничего не болит, могу играть, тренироваться». Я так и не понял, что тогда произошло. А расстаться с ним я решил после встречи со «Спартаком» в «Лужниках». Уже в перерыве мы проигрывали 0:1, все замены сделаны, и тут один из моих помощников говорит: «Надо Будянского менять». Я опешил: «Подожди, мы все коррективы уже внесли. Пусть второй тайм начинает». Тут выясняется: «Да у него майки нет». Как так?! Оказалось, что наши администраторы взяли всего один комплект формы, а Виктор после первой половины поменялся с Павленко футболками. Я так и не понял зачем. Ну, поменяйся после матча! Ему же ещё 45 минут против соперника играть, а он такое делает. Пришлось нашим администраторам идти в спартаковскую раздевалку и просить Павленко вернуть майку. Цирк! Я Будянскому потом так и сказал: «Витя, для тебя хорошо все, что вокруг футбола, а тут вкалывать надо».
В 2010 году намеревался перейти на правах аренды в «Варезе», но сделка сорвалась из-за полученной Будянским травмы.
В 2014 году играл за команду за «Мотор» (Старый Оскол) в первенстве местной высшей лиги ЛФЛ 8х8.

## Сборная
В 2007 году был вызван в национальную сборную. В составе сборной дебютировал 2 июня 2007 на 57-й минуте матча с Андоррой. 6 июня в матче со сборной Хорватии вышел в стартовом составе и был заменён после первого тайма.

## Достижения
- Финалист Кубка Италии: 2003/04